# Cheech Marin
Cheech Marin, właśc. Richard Anthony Marin (ur. 13 lipca 1946 w Los Angeles) – amerykański komik i aktor.
Popularność zyskał dzięki serii filmów ze swym udziałem Cheech and Chong. Zagrał policyjnego detektywa z San Francisco w telewizyjnym serialu Nash Bridges (1996–2001). Zagrał także potrójną rolę (jako celnik, Chet Pussy oraz Carlos) w filmie Roberta Rodrigueza Od zmierzchu do świtu.
Ma 168 cm wzrostu.

## Filmografia
- 1978, 1980–1985: Cheech & Chong (cała seria filmów)
- 1985: Po godzinach (After Hours)
- 1995: Desperado
- 1996: Od zmierzchu do świtu (From Dusk Till Dawn)
- 1996: Wielka Biała Pięść (Great White Hype)
- 2001: Mali agenci (Spy Kids)
- 2002: Mali agenci 2: Wyspa marzeń (Spy Kids 2: Island of Lost Dreams)
- 2003: Pewnego Razu w Meksyku: Desperado 2 (Once Upon a Time in Mexico)
- 2005: Tajniak z klasą – kapitan Delgado
- 2007: Grindhouse – ksiądz
- 2007: Zagubieni – David Reyes
- 2010: Maczeta – ojciec Cortez